# Arthur Elliot (homme politique)
Pour les articles homonymes, voir Elliot.
Arthur Ralph Douglas Elliot-Murray-Kynynmound (17 décembre 1846 - 12 février 1923), connu sous le nom d'Arthur Elliot, est un journaliste britannique et homme politique unioniste libéral.

## Jeunesse et formation
Elliot est le deuxième fils de William Elliot-Murray-Kynynmound (3e comte de Minto) et d'Emma Eleanor Elizabeth Hyslop. Gilbert Elliot-Murray-Kynynmound (1845-1914), est son frère aîné et l'honorable Hugh Elliot son frère cadet .
À l'âge de quatre ans, Il est amputé d'une jambe à la suite d'une chute.
Il fait ses études à l'Université d'Édimbourg et au Trinity College de Cambridge .

## Carrière politique
Elliot est élu à la Chambre des communes pour le Roxburghshire en 1880 en tant que libéral  et occupe ce siège jusqu'en 1892, après avoir rejoint les unionistes libéraux quand le Home Rule irlandais divise le Parti libéral en 1886. Après sa défaite face au candidat libéral aux élections générales de 1892, il ne se représente pas dans le Roxburghshire et, aux élections générales de 1895, il se présente dans la ville de Durham, perdant par 3 voix contre le député libéral sortant, Matthew Fowler. Après la mort de Fowler en 1898, Elliot remporte l'élection partielle qui en résulte, mais avec une marge de seulement 65 voix .
Il est réélu à Durham aux élections générales de 1900 avec une bien plus grande majorité, mais son soutien au libre-échange le met ensuite en conflit avec la Durham Constitutional Association (l'organisation locale conservatrice et libérale unioniste), dont certains membres soutiennent John Hills comme alternative pour la prochaine élection. Elliot démissionne de l'Association constitutionnelle de Durham en février 1905 et se présente aux élections générales en janvier 1906 comme candidat libéral «libre-échange», avec le soutien de l'Association libérale locale. Dans un combat direct entre Elliot et Hills (qui est désigné comme candidat unioniste conservateur et libéral), Hills prend le siège avec 60% des voix . Il sert brièvement comme Secrétaire financier du Trésor sous Arthur Balfour entre avril et octobre 1903. Outre sa carrière politique, il est également rédacteur en chef de l'Edinburgh Review .

## Famille
Elliot épouse Madeline Harriet Dagmar, fille de Sir Charles Lister Ryan, en 1888. Ils ont deux fils, dont seul le plus jeune atteint l'âge adulte. Madeline est décédée en janvier 1906. Elliot vit pendant de nombreuses années à Freshwater, île de Wight  et reste veuf jusqu'à sa mort en février 1923, âgé de 76 ans .